# 諸聖醫科大學
諸聖醫科大學是加勒比地區的一所私立醫學院。諸聖醫科大學的校園位於多米尼克的首都羅索。

## 歷史
諸聖醫科大學創校於2006年4月，而其校園於同年啓用。

## 學制
- 4年制醫學系
- 5年制醫學系

## 外部連結
- 官網（页面存档备份，存于）